# Арал (Кордайський район)
Ара́л (каз. Арал) — село у складі Кордайського району Жамбильської області Казахстану. Входить до складу Степнівський сільського округу.
До 2011 року село називалось Славне.
Населення — 1270 осіб (2021; 1003 у 2009, 829 у 1999, 617 у 1989).